# Spjutberget-Rymmarberget
Spjutberget-Rymmarberget är ett naturreservat i Arvidsjaurs kommun i Norrbottens län.
Området är naturskyddat sedan 1998 och är 2,3 kvadratkilometer stort. Reservatet omfattar de två bergen Spjutberget och Rymmarberget samt tjärnar och våtmarker omkring dessa. Reservatet består främst av grov tallskog.